# Pristocerella
Pristocerella is een geslacht van vlinders van de familie snuitmotten (Pyralidae), uit de onderfamilie Phycitinae.

## Soorten
- P. deltagrammella Ragonot, 1888
- P. solskyi Christoph, 1877